# Michael Lucas (2e baron Lucas de Chilworth)
Michael William George Lucas, 2e baron Lucas de Chilworth (26 avril 1926 - 10 novembre 2001), est un pair britannique et un homme politique conservateur.

## Jeunesse et formation
Lucas est le fils aîné de George Lucas (1er baron Lucas de Chilworth), figure éminente de l'industrie automobile et homme politique travailliste, et de son épouse, Sonia Finkelstein, issue d'une famille éminente de l'industrie de la pêche lettone. Il fait ses études au Peter Symonds College, Winchester, et au Luton Technical College (maintenant l'Université du Bedforshire) où il étudie l'ingénierie des moteurs. Il sert avec le Royal Tank Regiment après la Seconde Guerre mondiale et rejoint ensuite le concessionnaire automobile familial.

## Carrière politique
En 1967, Lucas succède à son père en tant que deuxième baron Lucas de Chilworth et prend son siège sur les bancs conservateurs de la Chambre des lords. Membre actif de la Chambre des lords, il siège au Comité spécial de la science et de la technologie de 1980 à 1983. La dernière année, il est nommé Lord-in-waiting (whip du gouvernement à la Chambre des lords) dans le gouvernement conservateur de Margaret Thatcher, puis est sous-secrétaire d'État au Commerce et à l'Industrie entre 1984 et 1987. Il démissionne du gouvernement après les élections générales de 1987, mais continue à être actif à la Chambre des lords. Cependant, il est contraint de quitter le Parlement après la loi de 1999 sur la Chambre des lords, lorsqu'il échoue de justesse à être élu parmi les quatre-vingt-dix pairs héréditaires élus autorisés à rester à la Chambre des lords. Outre son travail politique, Lucas est également président de la League of Safe Drivers de 1976 à 1980 et de l'Institute of Traffic Management (plus tard l'Institut d'administration des transports) de 1980 à 1983.

## Famille
Lord Lucas de Chilworth épouse Ann Marie, fille de Ronald William Buck, en 1955. Ils ont deux fils et une fille mais divorcent en 1989. Elle est décédée en 2018. Il se remarie à Jill MacKean, en 1998. Lord Lucas de Chilworth est décédé en novembre 2001, âgé de 75 ans, et est remplacé dans la baronnie par son fils aîné Simon.